# Traugott Gotthilf Voigtel
Traugott Gotthilf Voigtel (* 19. März 1766 in Siersleben; † 9. Februar 1843 in Halle/Saale) war ein deutscher Historiker und Bibliothekar.

## Leben und Wirken
Traugott Gotthilf Voigtel studierte Geschichte und Philosophie an der Universität Halle und arbeitete dann zunächst als Gymnasiallehrer in Halle. Im Jahre 1799 wurde er zum außerordentlichen Professor für Philosophie an der Universität Halle ernannt, 1804 zum ordentlichen Professor für Geschichte. Seit 1809 war er außerdem zweiter Oberbibliothekar der Universitätsbibliothek Halle. Von 1815 bis 1841 leitete Voigtel zusätzlich noch die Marienbibliothek zu Halle an der Saale, eine öffentlich zugängliche Kirchenbibliothek. 
Bekannt wurde Voigtel vor allem für seine "Genealogischen Tabellen zur Erläuterung der europäischen Staatengeschichte".

## Schriften
- Geschichte des Deutschen Reiches unter Otto dem Großen. Hemmerde und Schwetschke, Halle 1802.
- Lehrbuch der deutschen prosaischen Schreibart für Akademien und Gymnasien. Hemmerde und Schwetschke, Halle 1802.
- Handwörterbuch der deutschen Sprache. Kümmel, Halle 1804.
- Aktenstücke nebst Anmerkungen zur Beurtheilung seines Streites mit Herrn Geh. und Prof. Wolf. Berlin 1807.
- Verdeutschungswörterbuch oder Verzeichniss der fremden in die deutsche Sprache aufgenommenen Wörter nebst deren Verdeutschung. Halle 1808.
- Genealogische Tabellen zur Erläuterung der europäischen Staatengeschichte für Freunde der Wissenschaft und Studierende auf Universitäten und Schulen. Zwei Teile. Hemmerde und Schwetschke, Halle 1811/1829 (Volltext Bd. 1). (Volltext Bd. 2).
- Deutsche Geschichte von den ältesten bis auf die neuesten Zeiten. Hemmerde und Schwetschke, Halle 1818 (Volltext).
- Versuch einer Statistik des preussischen Staates für Freunde der Wissenschaft, Geschäftsmänner und höhere Unterrichtsanstalten. Kümmel, Halle 1819 (Volltext) (4. Aufl. 1837).